# 히다카촌 (미야기현)
히다카촌(日高村)은 미야기현 도메군에 설치되었던 촌이다.